# Масахіро Фукасава
Масахіро Фукасава (яп. Masahiro Fukazawa, нар. 12 липня 1977, Нумадзу, Префектура Сідзуока) — японський футболіст, що грав на позиції півзахисника.

## Кар'єра гравця
Здобув освіту та грав за середню школу Шідзуока Гакуен, університетській футбольній команді якої допоміг виграти національний чемпіонат у 1995 році. Після закінчення школи зайнявся професіональним футболом.
У 1996 році підписав свій перший професіональний контракт з «Йокогама Ф. Марінос», у футболці якого за чотири сезони зіграв 13 матчів чемпіонату. За період виступів у вище вказаному клубі декілька разів відправлявся в оренди. У 1996 році відправився в 1-річну оренду до аргентинського клубу «Рівер Плейт», а в 1999 році — у 6-місячну оренду до іспанського «Тенерифе».
До складу «Альбірекс Ніїгати» приєднався 2000 року. Відіграв за команду з міста Ніїгати наступні чотири сезони своєї ігрової кар'єри. Більшість часу, проведеного у складі «Альбірекс Ніїгата», був основним гравцем команди.
У 2005 році перейшов до канадського клубу «Монреаль Імпакт» з United Soccer League. У своєму дебютному сезоні визнаний найкращим новачком сезону. У 2007 році приєднався до тайського футбольного клубу «Бангкок Юніверситі» та став першим японським футболістом, який грав за неяпонський клуб у Лізі чемпіонів АФК.
У 2008 року уклав контракт з клубом сінгапурської С.Ліги «Сінгапур Армд Форсез». Універсальний японець став важливим та результативним гравцем, особливо в фінальній частині змагання в поєдинку проти претендентів на чемпіонський титул, «Гоум Юнайтед» і «Супер Редс». У 2010 році вирішив знову повернутися до Таїланду, до свого колишнього клубу «Бангкок Юнайтед».
У 2011 році захищав кольори клубу «Метро Галлері». На початку 2012 року перейшов до клубу «Бонтанг». Тренерським штабом нового клубу також розглядався як гравець «основи». У сезоні 2012/13 років підписав контракт з індонезійською професіональною командою «Бонтанг».
У 2013 році перебрався до клубу «Нагакорп» з Прем'єр-ліги Камбоджі, де також був капітаном команди. Він залишався в клубі протягом 3 років, допоки не перейшов до «Камбоджиан Тайгер» наприкінці сезону 2016 року, де йому також дали капітанську пов’язку, змінивши іншого японського півзахисника Масакадзу Кіхара. Завершив професійну кар'єру футболіста виступами за команду 2018 року.
Один із небагатьох японських гравців, які грали у 4 із 6 конфедерацій.
11 січня 2020 року, після завершення кар'єри, став перекладачем англійської мови у «Токусіма Вортіс».

## Стиль гри
Невеликий за антропометрією, але швидкий на підборі та в роботі з м’ячем, спочатку дебютував як вправний тіньовий нападник у Джей-Лізі. У «Монреалі» переведений на позицію атакувального півзахисника і мав численні виходи один на один. У Сінгапурі, завдяки його навичкам у роботі з м’ячем, його перевели в середину поля на позицію опорного півзахисника, на якій продовжував грати в Камбоджі.

## Статистика виступів

### Клубна
| Клубні виступи | Клубні виступи         | Клубні виступи        | Ліга  | Ліга | Кубок            | Кубок            | Кубок ліги      | Кубок ліги      | Загалом | Загалом |
| Сезон          | Клуб                   | Ліга                  | Матчі | Голи | Матчі            | Голи             | Матчі           | Голи            | Матчі   | Голи    |
| Японія         | Японія                 | Японія                | Ліга  | Ліга | Кубок Імператора | Кубок Імператора | Кубок Джей-ліги | Кубок Джей-ліги | Загалом | Загалом |
| -------------- | ---------------------- | --------------------- | ----- | ---- | ---------------- | ---------------- | --------------- | --------------- | ------- | ------- |
| 1996           | «Йокогама Ф. Марінос»  | Джей-ліга 1           | 0     | 0    | 0                | 0                | 0               | 0               | 0       | 0       |
| 1997           | «Йокогама Ф. Марінос»  | Джей-ліга 1           | 0     | 0    | 0                | 0                | 0               | 0               | 0       | 0       |
| 1998           | «Йокогама Ф. Марінос»  | Джей-ліга 1           | 7     | 1    | 0                | 0                | 1               | 0               | 8       | 1       |
| 1999           | «Йокогама Ф. Марінос»  | Джей-ліга 1           | 6     | 2    | 0                | 0                | 0               | 0               | 6       | 2       |
| 2000           | «Йокогама Ф. Марінос»  | Джей-ліга 1           | 0     | 0    | 0                | 0                | 0               | 0               | 0       | 0       |
| 2000           | «Альбірекс Ніїгата»    | Джей-ліга 2           | 13    | 1    | 2                | 0                | 0               | 0               | 15      | 1       |
| 2001           | «Альбірекс Ніїгата»    | Джей-ліга 2           | 41    | 1    | 4                | 0                | 2               | 0               | 47      | 1       |
| 2002           | «Альбірекс Ніїгата»    | Джей-ліга 2           | 39    | 3    | 3                | 1                | -               | -               | 42      | 4       |
| 2003           | «Альбірекс Ніїгата»    | Джей-ліга 2           | 41    | 1    | 4                | 0                | -               | -               | 45      | 1       |
| 2004           | «Альбірекс Ніїгата»    | Джей-ліга 1           | 7     | 1    | 0                | 0                | 1               | 0               | 8       | 1       |
| США            | США                    | США                   | Ліга  | Ліга | Відкритий кубок  | Відкритий кубок  | Кубок ліги      | Кубок ліги      | Загалом | Загалом |
| 2005           | «Монреаль Імпакт»      | Перший дивізіон USL   | 28    | 1    |                  |                  |                 |                 | 28      | 1       |
| 2006           | «Монреаль Імпакт»      | Перший дивізіон USL   | 21    | 0    |                  |                  |                 |                 | 21      | 0       |
| Таїланд        | Таїланд                | Таїланд               | Ліга  | Ліга | Кубок Королеви   | Кубок Королеви   | Кубок ліги      | Кубок ліги      | Загалом | Загалом |
| 2007           | «Бангкок Юнайтед»      | Прем'єр-ліга Таїланду | 29    | 4    |                  |                  |                 |                 | 29      | 4       |
| Сінгапур       | Сінгапур               | Сінгапур              | Ліга  | Ліга | Кубок Сінгапуру  | Кубок Сінгапуру  | Кубок ліги      | Кубок ліги      | Загалом | Загалом |
| 2008           | «Сінгапур Армд Форсез» | С.Ліга                | 27    | 3    |                  |                  |                 |                 | 27      | 3       |
| 2009           | «Сінгапур Армд Форсез» | С.Ліга                | 30    | 1    |                  |                  |                 |                 | 30      | 1       |
| 2010           | «Бангкок Юнайтед»      | Прем'єр-ліга Таїланду |       |      |                  |                  |                 |                 |         |         |
| Країна         | Японія                 | Японія                | 154   | 10   | 13               | 1                | 4               | 0               | 171     | 11      |
| Країна         | США                    | США                   | 49    | 1    |                  |                  |                 |                 | 49      | 1       |
| Країна         | Таїланд                | Таїланд               | 29    | 4    |                  |                  |                 |                 | 29      | 4       |
| Країна         | Сінгапур               | Сінгапур              | 57    | 4    |                  |                  |                 |                 | 57      | 4       |
| Загалом        | Загалом                | Загалом               | 289   | 19   | 13               | 1                | 4               | 0               | 306     | 20      |

## Досягнення

### Клубні
«Альбірекс Ніїгата»
- Джей-ліга 2
  -  Чемпіон (1): 2003

«Сінгапур Армд Форсез»
- С.Ліга
  -  Чемпіон (2): 2008, 2009

- Кубок Сінгапуру
  -  Володар (1): 2008

### Індивідуальні
- Новачок року «Монреаль Імпакт»: 2005
- Гравець року за версією SAFFC: 2008
- Гравець року «Бангкок Юнайтед»: 2010